# زدولبونیف

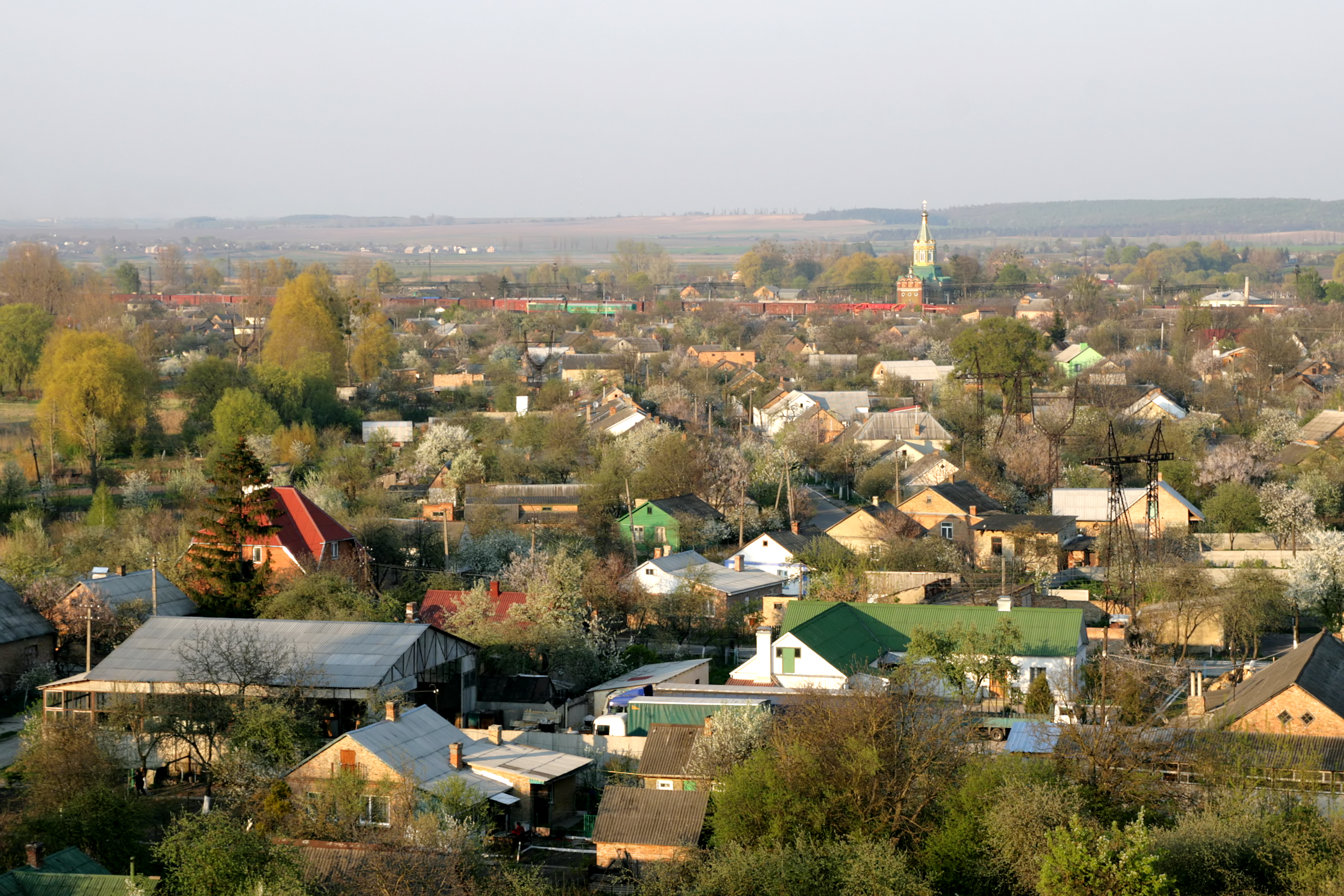
نمایی از شهر زدولبونیف در استان ریونه، اوکراین - ۲۰۰۹

شهر زدولبونیف (به روسی: Здолбунів) در استان ریونه در کشور اوکراین واقع شده‌است. جمعیت این شهر ۲۴,۶۴۲ نفر (۲۰۲۱ تخمینی) است.